# Fortín El Patria
Fortín El Patria är en ort i Argentina.   Den ligger i provinsen San Luis, i den centrala delen av landet, 700 km väster om huvudstaden Buenos Aires. Fortín El Patria ligger 364 meter över havet och antalet invånare är 480.
Terrängen runt Fortín El Patria är mycket platt. Trakten runt Fortín El Patria är nära nog obefolkad, med mindre än två invånare per kvadratkilometer.. Fortín El Patria är det största samhället i trakten.
Omgivningarna runt Fortín El Patria är i huvudsak ett öppet busklandskap.